# Konik długopokładełkowy
Konik długopokładełkowy (Pseudochorthippus montanus) – euroazjatycki gatunek owada prostoskrzydłego z rodziny szarańczowatych (Acrididae) blisko spokrewniony z P. parallelus, z którym jest mylony. W Europie Środkowej jest związany z wilgotnymi środowiskami. W Polsce jest szeroko rozprzestrzeniony.